# Grand Prix Miguel Indurain 2018
La 70e édition du Grand Prix Miguel Indurain a eu lieu le 31 mars 2018. Elle fait partie du calendrier UCI Europe Tour 2018 en catégorie 1.1. La course a été remportée par l'Espagnol Alejandro Valverde (Movistar).

## Présentation

### Équipes
| WorldTeams (3)- Movistar Team - Mitchelton-Scott - Katusha-Alpecin Équipes continentales professionnelles (7)- Euskadi Basque Country-Murias - Burgos-BH - Delko-Marseille Provence-KTM - Direct Énergie - Caja Rural-Seguros RGA - Team Novo Nordisk - Rally Cycling Équipes continentales (7)- W52-FC Porto - Inteja-Dominican - Fundación Euskadi - Polartec-Kometa - Interpro Stradalli - RP-Boavista - Lokosphinx |
| |

## Classements

### Classement final
La course a été remportée par l'Espagnol Alejandro Valverde (Movistar).
| \| Classement général \| Classement général \| Classement général \| Classement général \| Classement général \| \| Coureur \| Coureur \| Pays \| Équipe \| Temps \| \| ------------------ \| --------------------- \| ------------------ \| ---------------------- \| ------------------ \| \| 1er \| Alejandro Valverde \| Espagne \| Movistar Team \| 4 h 41 min 18 s \| \| 2e \| Carlos Verona \| Espagne \| Mitchelton-Scott \| + 20 s \| \| 3e \| Nick Schultz \| Australie \| Caja Rural-Seguros RGA \| + 1 min 04 s \| \| 4e \| Eduard Prades \| Espagne \| Euskadi-Murias \| + 1 min 16 s \| \| 5e \| Carlos Betancur \| Colombie \| Movistar Team \| + 1 min 16 s \| \| 6e \| Marc Soler \| Espagne \| Movistar Team \| + 1 min 19 s \| \| 7e \| Ilnur Zakarin \| Russie \| Katusha-Alpecin \| + 1 min 30 s \| \| 8e \| Lilian Calmejane \| France \| Direct Énergie \| + 1 min 43 s \| \| 9e \| Simon Špilak \| Slovénie \| Katusha-Alpecin \| + 1 min 43 s \| \| 10e \| Dmitri Strakhov \| Russie \| Lokosphinx \| + 2 min 03 s \| \| 11e \| Garikoitz Bravo \| Espagne \| Euskadi-Murias \| + 2 min 59 s \| \| 12e \| César Fonte \| Portugal \| W52-FC Porto \| + 4 min 08 s \| \| 13e \| Andrey Amador \| Costa Rica \| Movistar Team \| + 5 min 19 s \| \| 14e \| Alexander Evtushenko \| Russie \| Lokosphinx \| + 5 min 28 s \| \| 15e \| Brandon McNulty \| États-Unis \| Rally Cycling \| + 6 min 26 s \| \| 16e \| Domingos Gonçalves \| Portugal \| Rádio Popular-Boavista \| + 7 min 36 s \| \| 17e \| Robert Power \| Australie \| Mitchelton-Scott \| + 7 min 55 s \| \| 18e \| Fernando Barceló \| Espagne \| Euskadi-Murias \| + 8 min 11 s \| \| 19e \| Aitor González Prieto \| Espagne \| Euskadi-Murias \| + 8 min 13 s \| \| 20e \| Alexander Vdovin \| Russie \| Lokosphinx \| + 8 min 13 s \| |                       |            |                        |                 |
| |                       |            |                        |                 |
| Source : ProCyclingStats |                       |            |                        |                 |
| Classement général |                       |            |                        |                 |
| Coureur | Coureur               | Pays       | Équipe                 | Temps           |
| 1er | Alejandro Valverde    | Espagne    | Movistar Team          | 4 h 41 min 18 s |
| 2e | Carlos Verona         | Espagne    | Mitchelton-Scott       | + 20 s          |
| 3e | Nick Schultz          | Australie  | Caja Rural-Seguros RGA | + 1 min 04 s    |
| 4e | Eduard Prades         | Espagne    | Euskadi-Murias         | + 1 min 16 s    |
| 5e | Carlos Betancur       | Colombie   | Movistar Team          | + 1 min 16 s    |
| 6e | Marc Soler            | Espagne    | Movistar Team          | + 1 min 19 s    |
| 7e | Ilnur Zakarin         | Russie     | Katusha-Alpecin        | + 1 min 30 s    |
| 8e | Lilian Calmejane      | France     | Direct Énergie         | + 1 min 43 s    |
| 9e | Simon Špilak          | Slovénie   | Katusha-Alpecin        | + 1 min 43 s    |
| 10e | Dmitri Strakhov       | Russie     | Lokosphinx             | + 2 min 03 s    |
| 11e | Garikoitz Bravo       | Espagne    | Euskadi-Murias         | + 2 min 59 s    |
| 12e | César Fonte           | Portugal   | W52-FC Porto           | + 4 min 08 s    |
| 13e | Andrey Amador         | Costa Rica | Movistar Team          | + 5 min 19 s    |
| 14e | Alexander Evtushenko  | Russie     | Lokosphinx             | + 5 min 28 s    |
| 15e | Brandon McNulty       | États-Unis | Rally Cycling          | + 6 min 26 s    |
| 16e | Domingos Gonçalves    | Portugal   | Rádio Popular-Boavista | + 7 min 36 s    |
| 17e | Robert Power          | Australie  | Mitchelton-Scott       | + 7 min 55 s    |
| 18e | Fernando Barceló      | Espagne    | Euskadi-Murias         | + 8 min 11 s    |
| 19e | Aitor González Prieto | Espagne    | Euskadi-Murias         | + 8 min 13 s    |
| 20e | Alexander Vdovin      | Russie     | Lokosphinx             | + 8 min 13 s    |